# 東西ドイツ基本条約
東西ドイツ基本条約（とうざいドイツきほんじょうやく、ドイツ語: Grundlagenvertrag）は、ドイツ連邦共和国（西ドイツ）とドイツ民主共和国（東ドイツ）が 、相互に主権国家として承認した条約である。
正式名称は、「ドイツ連邦共和国とドイツ民主共和国の関係の基礎に関する条約」（ドイツ語: Vertrag über die Grundlagen der Beziehungen zwischen der Bundesrepublik Deutschland und der Deutschen Demokratischen Republik）。

## 内容
東方外交により、西ドイツがハルシュタイン宣言を放棄することで、初めて実現した。
1971年にベルリン4ヶ国協定が施行された後、両国は基本条約に関する交渉を開始した。1972年のトランジット協定のように、議論もエゴン・バール（西ドイツ）とミヒャエル・コール（東ドイツ）によって主導された。ヴィリー・ブラント連邦首相の東方外交の一環として、条約は1972年12月21日に、東ベルリンにおいて署名された。
条約は、保守強硬派からの反対にもかかわらず、西ドイツにおいてその翌年に批准され、1973年6月に効力が発生した。